# کایل دسیلوا
کایل دسیلوا (انگلیسی: Kyle De Silva؛ زادهٔ ۲۹ نوامبر ۱۹۹۳) بازیکن فوتبال اهل بریتانیا است.
از باشگاه‌هایی که در آن بازی کرده‌است می‌توان به باشگاه فوتبال بارنت، باشگاه فوتبال کریستال پالاس، و باشگاه فوتبال نوتس کانتی اشاره کرد.